# Nature Valley Classic 2018
Il Nature Valley Classic 2018 è stato un torneo di tennis giocato sull'erba. È stata la 37ª edizione dell'evento, facente parte della categoria Premier nell'ambito del WTA Tour 2018. Si è giocato all'Edgbaston Priory Club di Birmingham, in Inghilterra, dal 18 al 24 giugno 2018.

## Partecipanti

### Teste di serie
| Nazionalità | Giocatrice        | Ranking* | Testa di serie |
| ----------- | ----------------- | -------- | -------------- |
| Spagna      | Garbiñe Muguruza  | 3        | 1              |
| Ucraina     | Elina Svitolina   | 5        | 2              |
| Rep. Ceca   | Karolína Plíšková | 7        | 3              |
| Rep. Ceca   | Petra Kvitová     | 8        | 4              |
| Germania    | Julia Görges      | 13       | 5              |
| Russia      | Dar'ja Kasatkina  | 14       | 6              |
| Belgio      | Elise Mertens     | 15       | 7              |
| Stati Uniti | Coco Vandeweghe   | 16       | 8              |

* Ranking all'11 giugno 2018.

### Altre partecipanti
Le seguenti giocatrici hanno ricevuto una wild card per il tabellone principale:
- Katie Boulter
- Elina Svitolina
- Heather Watson

Le seguenti giocatrici sono passate dalle qualificazioni:

- Océane Dodin
- Jennifer Brady
- Dalila Jakupovič
- Kristýna Plíšková

### Ritiri
Prima del torneo
- Madison Keys → sostituita da  Donna Vekić
- Marija Šarapova → sostituita da  Kateřina Siniaková

Durante il torneo
- Naomi Ōsaka
- Lesja Curenko

## Campionesse

### Singolare
Petra Kvitová ha sconfitto in finale  Magdaléna Rybáriková con il punteggio di 4–6, 6–1, 6–2.

### Doppio
Tímea Babos /  Kristina Mladenovic hanno sconfitto in finale  Elise Mertens /  Demi Schuurs con il punteggio di 4–6, 6–3, [10–8].